# 탐라대학교
탐라대학교(耽羅大學校)는 대한민국 제주특별자치도 서귀포시에 소재했던 사립 대학이다.
1997년 3월 8일 동원산업대학교로 설립되어 1997년 12월 5일, 탐라대학교로 교명을 변경하였다. 2012년 3월 2일, 제주산업정보대학과 제주국제대학교로 통합하였다. 2012년 폐교 이후 16년만이다.

## 연혁
1996년 12월 11일 학교법인 동원교육학원이 6개 학과의 동원산업대학교로 설립인가를 받아 같은 해 12월 16일 초대 총장으로 오덕렬 행정학 박사가 취임하였다. 1997년 12월에 탐라대학교로 교명을 변경했고, 1998년 3월 13일에 야구부가 창단되었다. 2011년 6월 23일 교육과학기술부 대학설립심사위원회가 제주산업정보대학과의 통합을 승인함에 따라 2012년 3월 2일 통합 제주국제대학교로 출범하게 되었다. 기존 탐라대학교 캠퍼스는 감독관청의 허가를 거쳐 수익용 재산으로 전환한 뒤 임대나 매각 등 절차를 통해 제주국제대학교의 발전 재원으로 활용할 방침이다.
- 2010년 : 교육과학기술부 선정 학자금대출 최소대출대학[2]